# Zodariellum continentale
Zodariellum continentale är en spindelart som först beskrevs av Jekaterina Michajlovna Andrejeva och Viktor Tysjtjenko 1968.  Zodariellum continentale ingår i släktet Zodariellum och familjen Zodariidae. Inga underarter finns listade i Catalogue of Life.